# نیروهای مسلح آنگولا
نیروهای مسلح آنگولا (انگلیسی: Angolan Armed Forces) مجموعه نیروهای نظامی آنگولا است، که از ارتش آنگولا، نیروی هوایی ملی آنگولا و نیروی دریایی آنگولا تشکیل می‌شود.